# Jackson Glacier
Jackson Glacier är en glaciär i Antarktis. Den ligger i Västantarktis. Inget land gör anspråk på området. Jackson Glacier ligger 290 meter över havet.
Terrängen runt Jackson Glacier är kuperad västerut, men österut är den platt. Terrängen runt Jackson Glacier sluttar norrut. Trakten är obefolkad. Det finns inga samhällen i närheten.